# Депортиво Пасто
Асосиасион Депортиво Пасто (на испански: Asociación Deportivo Pasto) е колумбийски футболен отбор от Пасто, департамент Нариньо. Създаден е на 12 октомври 1949 г. Въпреки че е един от най-старите отбори в страната, Депортиво Пасто има спечелена само една шампионска титла.

## История
През 1996 г. отборът за първи път играе в Категория Примера Б, а две години по-късно печели първенството на втора дивизия и промоция в Категория Примера А. След едно второ място, Депортиво Пасто печели шампионата Апертура през 2006 г. През 2009 г. изпада във втора дивизия, но две години по-късно я печели отново и се връща в елита. През 2012 г. губи финала за шампионската титла на шампионата Апертура. Има едно участие за Копа Либертадорес и две за Копа Судамерикана, но без особен успех.

## Успехи
- Категория Примера А:
  - Шампион (1): 2006 А
  - Вицешампион (2): 2002 Ф, 2012 А
- Категория Примера Б:
  - Шампион (2): 1998, 2011
  - Вицешампион (1): 2010
- Купа на Колумбия:
  - Финалист (2): 2009, 2012

## Рекорди
- Най-много мачове: Хорхе Ернандо Видал – 237
- Най-много голове: Карлос Рендон – 42